# 네이선 크레스
네이선 크레스(Nathan Kress, 1992년 11월 18일 ~ )는 미국의 배우이다. 그는 3살부터 연기를 해왔으며, 니켈로디언 TV 시트콤 시리즈, 《아이칼리(iCarly)》의 프레디 벤슨 역으로 유명해졌다. 크레스는 현재 댄 슈나이더가 제작, 연출하는 니켈로디언의 새 시트콤 아이칼리에 출연하고 있다. 《아이칼리》는 미국과 영국의 니켈로디언 등의 채널에서 방영되고 있다.

## 출연 작품
- 텔 미 하우 아이 다이 (2016)
- 인투 더 스톰 (2014)
- 아이칼리 시즌7 (2012)
- 아이칼리 시즌6 (2012)
- 게임 오브 유어 라이프 (2011)
- 화이트 고릴라 (2011)
- 아이칼리 시즌5 (2011)
- 아이칼리 시즌4 (2010)
- 아이칼리 시즌3 (2009)
- 아이칼리 시즌2 (2008)
- 아이칼리 시즌1 (2007)
- 치킨 리틀 (2005)
- 지미 키멜 라이브! (2003)
- 꼬마 돼지 베이브 2 (1998)